# Ha Hong-seon
Ha Hong-seon (1 juni 1991) is een Zuid-Koreaans langebaanschaatser. Hij is met name goed op de middelange afstanden, de 1000 en 1500 meter, en de ploegenachtervolging.

## Carrière
Ha Hong-seon maakte zijn wereldbekerdebuut in het seizoen 2008/2009 op de lange afstanden en op de ploegenachtervolging. Een jaar later reed hij de 1500 en de ploegenachtervolging. Ha was nog junior toen hij namens Zuid-Korea naar de Olympische Winterspelen 2010 werd uitgezonden. Hij werd 31e op de 1500 meter en vijfde met de Koreaanse achtervolgingsploeg.

## Records

### Persoonlijke records
| Afstand      | Tijd     | Datum             | Baan    |
| ------------ | -------- | ----------------- | ------- |
| 500 meter    | 36,07    | 29 oktober 2015   | Seoul   |
| 1000 meter   | 1.10,26  | 21 september 2013 | Calgary |
| 1500 meter   | 1.46,82  | 1 oktober 2011    | Calgary |
| 3000 meter   | 3.50,42  | 19 september 2009 | Calgary |
| 5000 meter   | 6.41,22  | 26 september 2009 | Calgary |
| 10.000 meter | 14.05,32 | 23 november 2008  | Moskou  |

## Resultaten
| Jaar | Olympische Spelen          | WK Junioren                               |
| ---- | -------------------------- | ----------------------------------------- |
| 2008 |                            | 19e (23e, 26e, 24e, 16e) 9e achtervolging |
| 2009 |                            | 9e (18e, 21e, 6e, 13e) 6e achtervolging   |
| 2010 | 31e 1500m 5e achtervolging | 6e · (7e, 11e, 5e, 8e) · achtervolging    |